# بنی لوک
بنی لوک (انگلیسی: Benny Luke؛ ‏۴ مارس ۱۹۳۹ – ۱۳ ژانویهٔ ۲۰۱۳) بازیگر و رقصنده اهل ایالات متحده آمریکا بود.
از فیلم‌ها یا برنامه‌های تلویزیونی که وی در آن نقش داشته‌است، می‌توان به قفسی برای دیوانگان، قفسی برای دیوانگان ۲ و قفسی برای دیوانگان ۳: عروسی اشاره کرد.